# Agostino Burgarella
Agostino Burgarella Ajola (* 8. Dezember 1823 in Trapani; † 14. Dezember 1892 in Sues) war ein sizilianischer Industrieller. Die Familie Burgarella gehörte zur alteingesessenen Bourgeoisie in Trapani.

## Leben
Agostino war Sohn von Agostino Burgarella Nasta und seiner Frau Aurelia Ajola. Schon früh engagierte er sich politisch und nahm 1860 am Risorgimento teil. Zusammen mit seinen beiden Brüdern Gaspare und Sylvester Giuseppe Garibaldi stach er mit dem „Zug der Tausend“ von Genua aus in See und landete am 11. Mai des gleichen Jahres bei Marsala an. So wurde er zum Teilnehmer der Schlacht von Calatafimi und wirkte mit, dort die bourbonischen Streitkräfte unter General Franceso Landi zu besiegen. Die Siegesfahne von Lombardo, die er seinem Onkel Gaspare Burgarella Nasta in Trapani übergeben hatte, wird noch im Landesmuseum Agostino Pepoli aufbewahrt. Auch existiert noch eine Handschrift Garibaldis, in der die Umstände näher erläutert sind. Alle drei erhielten eine Bronzemedaille für militärische Tapferkeit.
Später war Burgarella erfolgreicher Unternehmer, vor allem im Thunfisch-Geschäft und dem Salzhandel. Er besaß mehrere Salzfelder in Trapani und auch im Ausland, vor allem in Aden und bei Tripolis, aber auch in Port Said, Massaua und Bur Sudan. Schon bald nach den ersten Erfolgen in seiner Handelstätigkeit siedelte er in der Nähe seiner Salzfelder in der Bucht von Assab, für die er 1883 von der britischen Regierung eine Konzession für 99 Jahre erhalten hatte, dorthin über. Seine Geschäfte reichten bis Indien und China. 1872 wurde er für Verbesserungen in der Landschaft von Trapani mit einer Ehrenmedaille ausgezeichnet.
Am Ende seines Lebens errichtete er sich in einer Seitenstraße der Via Guglielmo Marconi die Sommerresidenz Villa Burgarella errichten, genannt „Le Torri“.